# Zwiniacze (stacja kolejowa)
Zwiniacze (ukr. Звиняче) – stacja kolejowa w miejscowości Zwiniacze, w rejonie łuckim, w obwodzie wołyńskim, na Ukrainie. Położona jest na linii Lwów – Łuck – Kiwerce.

## Historia
Stacja została otwarta w II Rzeczypospolitej.